# Kvam
Kvam ist eine Kommune im norwegischen Fylke Vestland. Die Kommune hat 8517 Einwohner (Stand: 1. Januar 2025) und liegt östlich von Bergen am Hardangerfjord. Verwaltungssitz ist die Ortschaft Norheimsund.

## Geografie

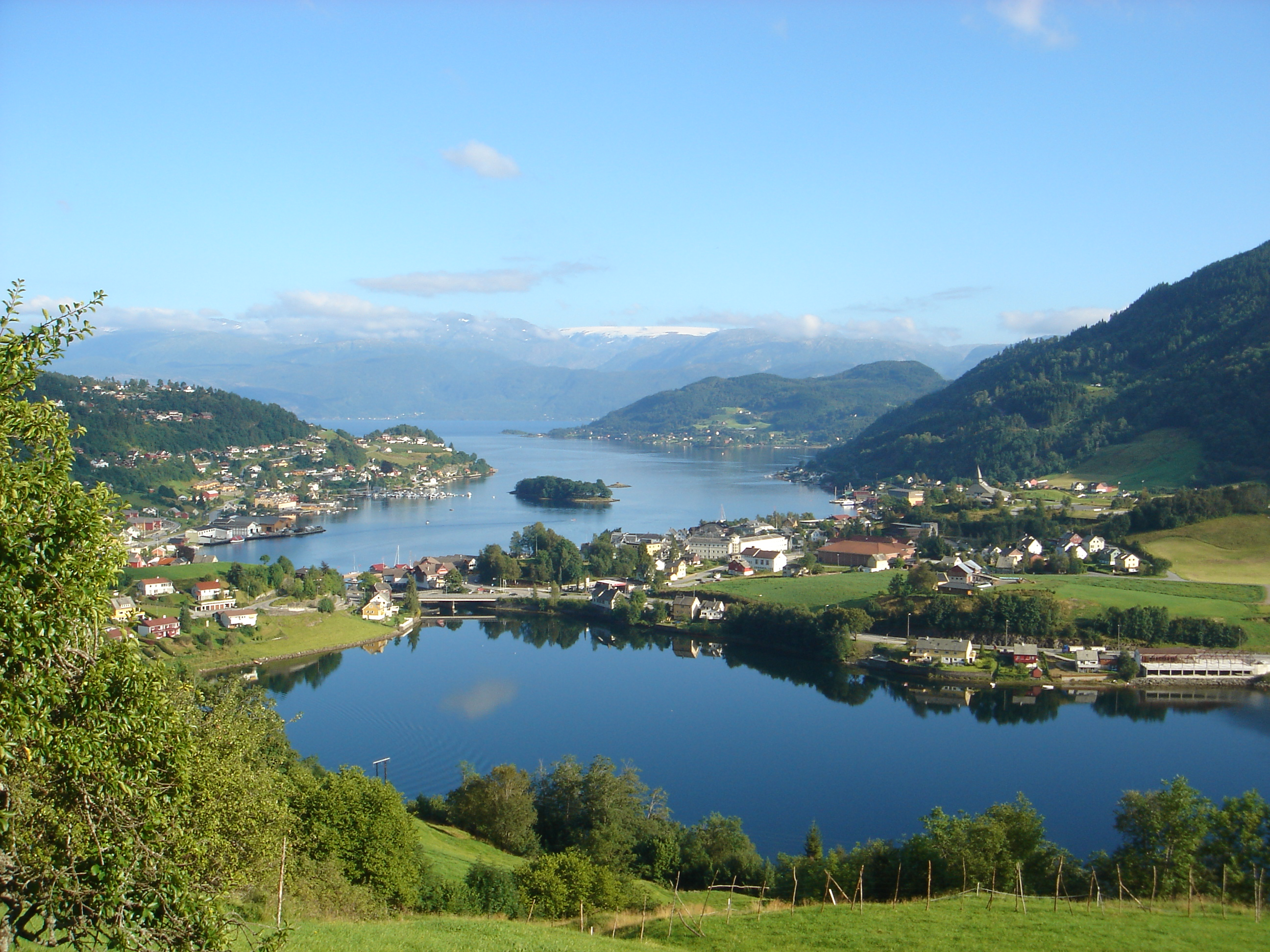
Blick auf Norheimsund mit dem Movatnet im Vordergrund

Kvam liegt auf der Nordwestseite des Hardangerfjords, dem zweitlängsten Fjord Norwegens. Die Gemeinde grenzt auf der Nordseite des Fjords an Bjørnafjorden und Samnanger im Westen sowie Vaksdal und Voss im Norden. Des Weiteren besteht im Hardangerfjord eine längere Grenze zu Ullensvang und im Südwesten eine etwas kürzere Grenze zu Kvinnherad. Im Hardangerfjord liegt die Insel Kvamsøy und ein paar weitere kleinere Inseln.
Vom Hardangerfjord reichen einige Buchten und Seitenfjorde in die Kommune Kvam hinein. Im Westen von Kvam liegt so etwa die Bucht Strandebarmsbukta, weiter im Nordosten schneidet sich der Fjordarm Fyksesund Richtung Norden in das Land ein. Der Ort Norheimsund liegt ebenfalls an einer Bucht, wobei der Fjord dort vom See Movatnet im Landesinneren fortgesetzt wird. Der See wird vom aus dem Westen auf das Movatnet zufließenden Fluss Steindalselva gespeist. In dessen Nebenfluss Fosselva befindet sich im Mündungsbereich der Wasserfall Steinsdalsfossen. Der Wasserfall in etwa zwei Kilometern Entfernung zu Norheimsund gehört zu den meistbesuchten Norwegens. In Kvam befinden sich auch weitere Seen wie das Myklavatnet, das Bjølsegrøvvatnet und das Hamlagrøvatnet auf der Nordgrenze. Die Gesamtfläche der Kommune beträgt 616,95 km², wobei Binnengewässer zusammen 36,54 km² ausmachen.
Vor allem im Norden der Kommune befinden sich höhere Berge. Der Fjordarm Fyksesund im Nordosten hat so etwa steile abfallende Uferseiten. Die Erhebung Fuglafjellet im Nordwesten stellt mit einer Höhe von 1334 moh. den höchsten Punkt der Kommune Kvam dar. Mit 1332 moh. eine fast identische Höhe erreicht der Berg Kaldenuten auf der Grenze zu Voss im Nordosten. Kvam ist eine niederschlagsreiche Kommune. Im Vergleich zu der an der direkt an der Westküste gelegenen und als regenreich geltenden Stadt Bergen sind die Niederschlagsmengen höher. Grund dafür ist, dass es weiter im Landesinneren aufgrund der höheren Berge verstärkt zu Steigungsregen kommt.

## Einwohner
Der Großteil der Einwohner lebt nahe an der Küste zum Hardangerfjord. Am dichtesten besiedelt sind dabei der untere Talbereich des Steindalen, wo auch das Verwaltungszentrum Norheimsund liegt, und das Gebiet um die Bucht Strandebarmsbukta. Die Bauernhöfe der Kommune befinden sich bis zu einer Höhe von etwa 300 moh. Die Zahl der Einwohner wuchs ab dem Ende des Zweiten Weltkriegs bis zum Beginn der 1960er-Jahre an. Zu dieser Zeit lebten auf dem heutigen Gebiet der Kommune Kvam etwa 9000 Personen. Ab da, begann die Zahl der Einwohner zurückzugehen. In der Kommune liegen mehrere sogenannte Tettsteder, also mehrere Ansiedlungen, die für statistische Zwecke als eine städtische Siedlung gewertet werden. Diese sind Ålvik mit 421, Øystese mit 2234, Norheimsund mit 2346, Oma mit 208, Ploganes mit 400 und Vikøy mit 392 Einwohnern (Stand: 1. Januar 2024).
Die Einwohner der Gemeinde werden Kvamssokning, Kvamvær oder Kvemming genannt. Offizielle Schriftsprache ist wie in vielen Kommunen in Vestland Nynorsk, die weniger weit verbreitete der beiden norwegischen Sprachformen.
| Jahr          | 1986 | 1990 | 1995 | 2000 | 2005 | 2010 | 2015 | 2020 | 2025 |
| ------------- | ---- | ---- | ---- | ---- | ---- | ---- | ---- | ---- | ---- |
| Einwohnerzahl | 8754 | 8773 | 8597 | 8592 | 8334 | 8360 | 8539 | 8457 | 8517 |

## Geschichte

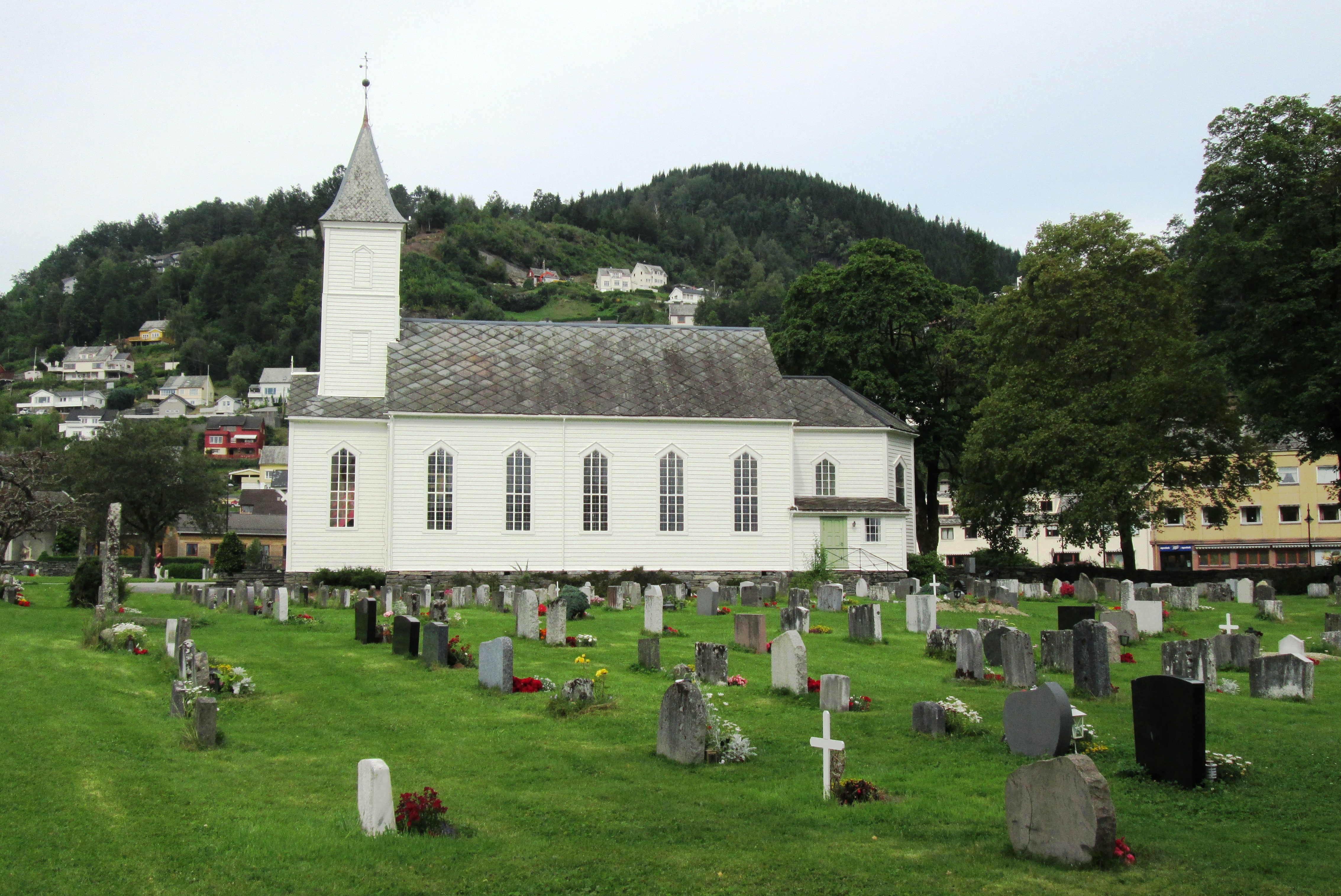
Øystese kyrkje

Die heutige Kommune Kvam entstand im Rahmen der Einführung der lokalen Selbstverwaltung im Jahr 1837. Zunächst trug sie den Namen Vigør, später unter anderem auch Vikør. Zum 1. Januar 1882 wurde ein von 22 Personen bewohntes Gebiet der Gemeinde Ullensvang an Vikør überführt. Im Jahr 1912 erhielt Kvam seinen heutigen Namen. Zum Jahresbeginn 1965 kam es zu einer größeren Grenzänderung. Bei dieser ging ein Areal mit 61 Personen an Ullensvang über. Das restliche Gebiet der Kommune Kvam mit 6759 Einwohnern wurde mit einem von 515 Personen bewohnten Gebiet der Kommune Jondal, dem Großteil der Kommune Strandebarm mit 1545 Einwohnern und einem von 300 Personen bewohnten Areal der Kommune Varaldsøy zusammengelegt. Das verbleibende Gebiet von Strandebarm mit 100 Einwohnern wurde zugleich Teil von der verbleibenden Kommune Jondal. Das nicht an Kvam übergegangene Areal von Varaldsøy wurde hingegen an Kvinnherad überführt. Bis zum 31. Dezember 2019 gehörte Kvam der damaligen Provinz Hordaland an. Sie ging im Zuge der Regionalreform in Norwegen in die zum 1. Januar 2020 neu geschaffene Provinz Vestland über.
In Kvam liegen mehrere Kirchen. Die Vikøy kyrkje ist eine Holzkirche aus dem Jahr 1838. Sie wurde nach einem Standardentwurf des Architekten Hans Ditlev Franciscus von Linstow errichtet. Im Jahr 1868 fertiggestellt wurde die Øystese kyrkje, bei der es sich ebenfalls um eine Holzkirche handelt. Die Strandebarm kyrkje stammt aus dem Jahr 1876 und ist ebenfalls in Holz gebaut. In der Kommune liegen des Weiteren mehrere Museen, wie das Kvam Bygdemuseum und das Ingebrigt Vik-museet, in dem Werke des Bildhauern Ingebrigt Vik ausgestellt werden.
Bei einem Brand am 7. Oktober 1932 wurde ein Großteil des Handelsviertels von Norheimsund zerstört. Der Bereich wurde schließlich neu im funktionalistischen Stil aufgebaut.

## Wirtschaft und Infrastruktur

### Verkehr

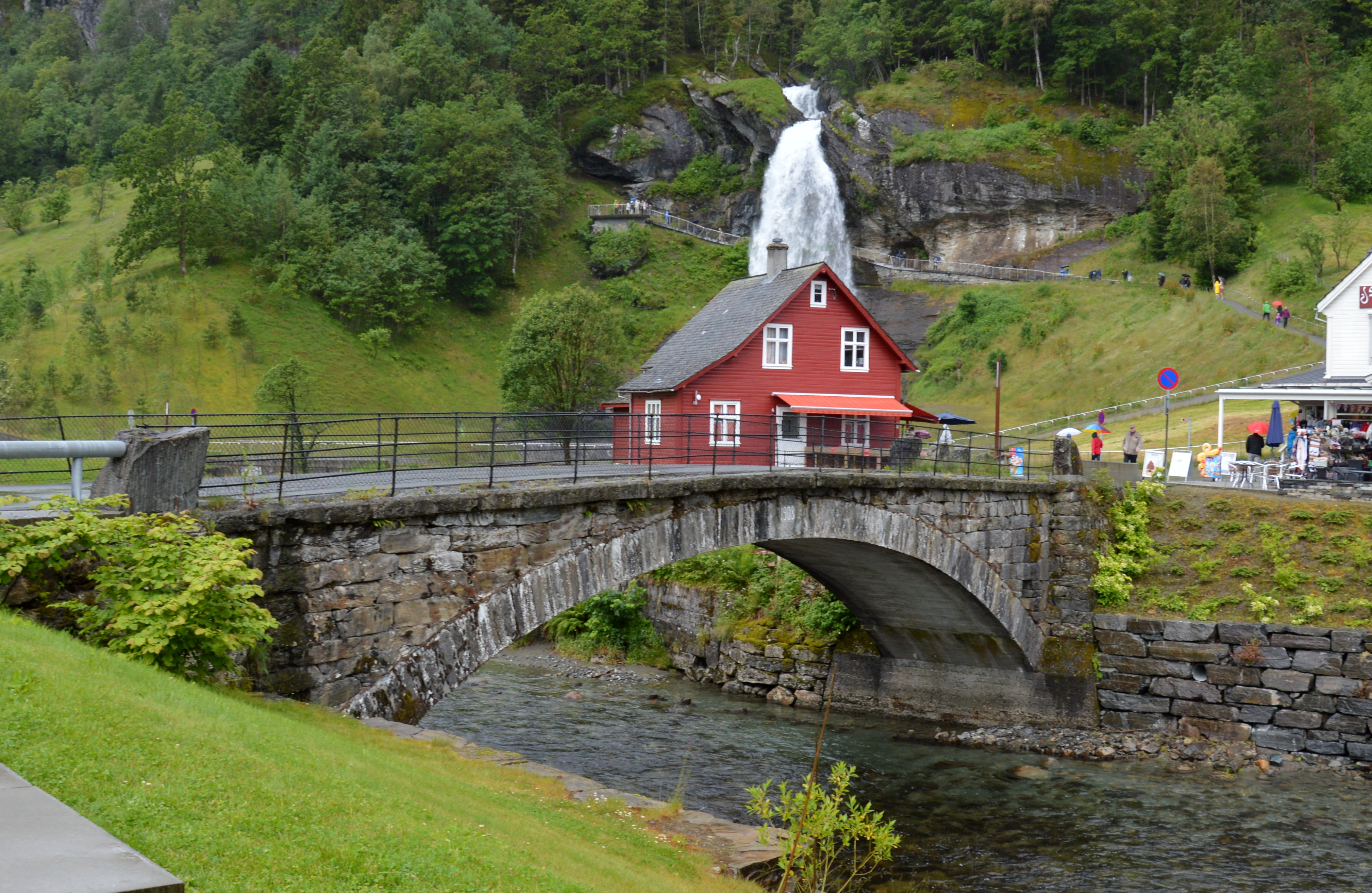
Steinsdalsbrua mit dem Steindalsfossen im Hintergrund

Der Fylkesvei 49 führt aus der Kommune Ullensvang per Fährverbindung über den Hardangerfjord nach Kvam. In Kvam verläuft die Straße zunächst am Fjord entlang in den Norden nach Norheimsund und von dort weiter in nordwestlicher Richtung ins Landesinnere. Außerhalb der Kommune führt der Fylkesvei zur Europastraße 16 (E16) und stellt damit die Verbindung zur Stadt Bergen her. Weiter im Osten von Kvam führt der Fylkesvei 79 am Hardangerfjord entlang.

### Wirtschaft
Im Bereich der Landwirtschaft wird unter anderem Nutztierhaltung betrieben sowie Obst und Gemüse angebaut. Von Bedeutung in der Tierhaltung sind dabei vor allem die Milchproduktion und das Halten von Schafen. Die Schafe werden dabei in den Bergregionen der Kommune gehalten. Im Bereich des Obstanbaus sind entlang des Fjords Äpfel, Birnen und Pflaumen weit verbreitet. Für die Industrie ist die Eisen- und Metallindustrie sowie der Maschinenbau von Bedeutung. So liegt in Kvam eine Schiffswerft. Andere in Kvam vertretene Industriezweige sind unter anderem die Lebensmittel- und die Holzindustrie. Bedeutend für die Wirtschaft ist auch der Tourismus. Sowohl im Gebiet um Norheimsund als auch in den Bergen sind Übernachtungsbetriebe angesiedelt. Aufgrund der hohen Niederschlagsmengen und den Seen und Flüssen ist Kvam für Wasserkraftwerke geeignet. Das Kraftwerk Bjølvo wurde 1918 in Betrieb genommen und 2003 erneuert. Es hatte in der Zeit zwischen 1981 und 2010 eine mittlere Jahresproduktion von etwa 428 GWh und ist damit das Kraftwerk mit der deutlich höchsten Produktion in Kvam. Es wird eine Fallhöhe von etwa 870 Metern ausgenutzt. Das zweitgrößte Kraftwerk, das Wasserkraftwerk Kaldestad hatte im Vergleich dazu mit 29,5 GWh eine weit geringere jährliche Produktion. Die Inbetriebnahme erfolgte 1936. Im Jahr 2020 arbeiteten von 4120 Arbeitstätigen rund 3210 in Kvam selbst, über 300 Personen pendelten nach Bergen.

## Name und Wappen
Das seit 1981 offizielle Wappen der Kommune zeigt in Blau einen beidseitig eingebogenen silbernen Pfahl. Das Wappen soll sowohl den Gemeindenamen sowie den Fyksesund symbolisieren. Der Gemeindename leitet sich vom altnordischen Wort hvammr ab, was in den Nynorsk-Dialekten das „kleines Tal zwischen steilen Bergen“ bedeutet. Das Begriff ist vielerorts als Grundlage für Ortsnamen vorhanden.

## Persönlichkeiten
- Ivar Asbjørn Følling (1888–1973), Chemiker und Arzt
- Svein Rosseland (1894–1985), Astrophysiker und Pionier der Theoretischen Astrophysik
- Oskar Øksnes (1921–1999), Politiker
- Valgerd Svarstad Haugland (* 1956), Politikerin
- Geir Botnen (* 1959), klassischer Pianist
- Jon Fosse (* 1959), Autor
- Trond Helleland (* 1962), Politiker
- Yngve Sundvor, Regisseur